# Theodor Krancke
Theodor Krancke (ur. 30 marca 1893 w Magdeburgu, zm. 18 czerwca 1973 w Wentorf bei Hamburg) – niemiecki admirał, w latach 1942-1943 stały przedstawiciel dowódcy Kriegsmarine w kwaterze głównej Adolfa Hitlera, w latach 1943-1944 szef dowództwa Kriegsmarine West ("Zachód"), w 1945 roku głównodowodzący niemieckiej marynarki wojennej w okupowanej Norwegii.